# برلمان البحر الأبيض المتوسط
برلمان البحر الأبيض المتوسط (PAM) هو منظمة دولية تأسست عام 2005 من قبل البرلمانات الوطنية لبلدان المنطقة الأورومتوسطية. وهو الخليفة القانوني لمؤتمر الأمن والتعاون في البحر الأبيض المتوسط (CSCM)، الذي انطلق في أوائل التسعينيات.
كان المقر الرئيسي للمنظمة في مالطا، تقديراً لدور مالطا الاستراتيجي والتزامها في تنظيم المنظمة. في حين يقع المقر الفعلي في نابولي بإيطاليا.
بالإضافة إلى مكتب نابولي بإيطاليا، لدى البرلمان مكتب في جمهورية سان مارينو.
كما يوجد له مراقبون دائمون لدى الأمم المتحدة في جنيف ونيويورك وفيينا، وضابط اتصال مع مكتب المنسق الخاص للأمم المتحدة لعملية السلام في الشرق الأوسط وقوة الأمم المتحدة المؤقتة في لبنان في القدس، وممثل دائم لدى جامعة الدول العربية في القاهرة.

## الأهداف
يتمثل الهدف الرئيسي لبرلمان البحر الأبيض المتوسط في إقامة تعاون سياسي واقتصادي واجتماعي بين الدول الأعضاء من أجل إيجاد حلول مشتركة للتحديات التي تواجه المنطقة الأورومتوسطية ومنطقة الخليج، وخلق مساحة للسلام والازدهار لشعوبها.
يعتبر البرلمان مركز امتياز للدبلوماسية البرلمانية الإقليمية، ومنتدى فريد من نوعه، عضويته مفتوحة حصريًا للدول الأورومتوسطية والخليجية، والتي يتم تمثيلها على قدم المساواة. وينعكس ذلك في تكوين المكتب والرئاسة بالتناوب. جينارو ميليوري هو الرئيس المؤقت للبرلمان. لكل وفد وطني ما يصل إلى خمسة أعضاء يتمتعون بحقوق تصويت متساوية وسلطات اتخاذ القرار.
يقوم البرلمان بمعظم أعماله في إطار ثلاث لجان دائمة. تنعقد سنويًا في جلسة عامة. ويمكنه أيضًا إنشاء مجموعات عمل أو لجان مخصصة أو فرق عمل خاصة لمعالجة موضوع معين (على سبيل المثال مكافحة الإرهاب، وبناء الثقة، ودعم السلام، وحل النزاعات، وعملية السلام في الشرق الأوسط، والهجرة الجماعية، والتجارة الحرة والاستثمارات، والتكامل الاقتصادي، وتغير المناخ، والطاقة، وحقوق الإنسان، وحوار الحضارات، إلخ...). الأدوات التشغيلية والتنسيقية الرئيسية في هذه المجالات هي البعثات الميدانية، وفرق مراقبة الانتخابات، واللجنة الاقتصادية للتجارة والاستثمارات، والمنصة الأكاديمية والمنتدى البرلماني النسائي.
على الرغم من أن التقارير والقرارات التي يتبناها البرلمان ليست ملزمة قانونًا في حد ذاتها، إلا أنها أداة قوية "للدبلوماسية الناعمة" عند التعامل مع البرلمانات والحكومات والمجتمع المدني في المنطقة.

## الأمانة العامة
الأمانة الدولية، وهي هيئة مستقلة عن البرلمان، تساعد وتقدم المشورة لرئيس البرلمان، والمكاتب البرلمانية وجميع الأعضاء في تنفيذ ولايتهم، وهي مسؤولة عن متابعة القرارات لتوفير التنسيق، المساعدة والدعم لعمل اللجان وجميع الهيئات الأخرى المنشأة في إطار البرلمان.
تتفاعل الأمانة مع الوفود الوطنية، وكذلك مع الهيئات الإقليمية والدولية التي تشترك في الاهتمام بمنطقة عمل البرلمان. وتتمتع بولاية تحفيز الأنشطة. كما تنسق منح جائزة برلمان البحر الأبيض المتوسط المخصصة للأفراد أو المؤسسات الذين يعتبر عملهم ذا قيمة كبيرة للمنطقة.
في حين يقوم الأمين العام بمساعدة موظفين دوليين ومحليين بتنسيق أنشطة البرلمان.

## العلاقات مع الدول غير المتوسطية والمؤسسات الدولية
تضع معايير العضوية والموقع الجغرافي لأعضائها البرلمان كجهة فاعلة مركزية في منطقة البحر الأبيض المتوسط.
منحت الجمعية العامة للأمم المتحدة صفة مراقب لبرلمان البحر الأبيض المتوسط، بموجب القرار A / RES / 64/124، في دورتها الرابعة والستين في 16 ديسمبر 2009.
يعتبر البرلمانيون، وهم صلة أساسية بالمجتمع المدني، مفتاحًا لأي عملية صنع قرار سياسي. من أجل ضمان التماسك والتنسيق في عمليات اتخاذ القرار، بما في ذلك السلام الاجتماعي، من الضروري أن يشارك البرلمانيون بشكل كامل في المناقشات الإقليمية اليوم وبالتالي المساهمة في وضع السياسات التي لها تأثير فوري وتأثير طويل الأجل للأجيال القادمة. تتطلب تحديات اليوم، بما في ذلك الهجرة الجماعية، وتغير المناخ، والأهم من ذلك عودة ظهور الصراعات وتطور الإرهاب، بذل جهود جماعية وحسن نية وتدابير لبناء الثقة.
إن الحوار السياسي الذي أقيم بين أعضاء البرلمان، ولا سيما فيما يتعلق بقضايا الشرق الأوسط وأزمتي سوريا وليبيا، والغزو الروسي لأوكرانيا، له أهمية حاسمة.
ولتعزيز أهدافه، يشجع برلمان البحر الأبيض المتوسط الدعم الحكومي الدولي للفاعلين الرئيسيين في المنطقة وكذلك المؤسسات الإقليمية.

## العضوية

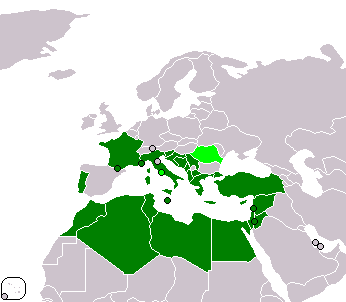
البرلمانات الأعضاء
المنتسبين والشركاء

اعتبارًا من عام 2022، هناك 31 برلمانًا عضوًا ودولتين عضوين منتسبين وعضو مرشح واحد و60 دولة ومنظمة ضيف/شريك و13 منظمة مراقبة.

### الدول الأعضاء
- ألبانيا
- الجزائر
- أندورا
- البوسنة والهرسك
- كرواتيا
- قبرص
- مصر
- فرنسا
- اليونان
- إيطاليا
- الأردن
- لبنان
- ليبيا
- مالطا
- موريتانيا
- موناكو
- الجبل الأسود
- المغرب
- مقدونيا الشمالية
- فلسطين
- البرتغال
- قطر
- رومانيا
- سان مارينو
- صربيا
- سلوفينيا
- سوريا
- تونس
- تركيا
- الإمارات العربية المتحدة

### الدول الأعضاء المنتسبة
- الكرسي الرسولي
- فرسان مالطا

### عضو مرشح
- روسيا

### الدول والمنظمات الضيفة/الشريكة
- البحرين
- بلغاريا
- جورجيا
- المملكة العربية السعودية
- الكويت
- مولدوفا
- سلوفاكيا
- سويسرا
- المملكة المتحدة
- الولايات المتحدة
- جامعة الدول العربية
- الاتحاد الأفريقي
- الاتحاد الأوروبي
- الناتو
- البرلمان العربي
- الاتحاد البرلماني الأفريقي
- الجمعية البرلمانية الآسيوية
- المؤتمر البرلماني لبحر البلطيق
- المجلس الاستشاري لاتحاد المغرب العربي
- البرلمان الأوروبي
- برلمان رابطة الدول المستقلة
- الجمعية البرلمانية الدولية للأرثوذكسية
- الاتحاد البرلماني الدولي
- الجمعية البرلمانية لحلف الناتو
- منظمة الأمن والتعاون في أوروبا
- منظمة التعاون الاقتصادي للبحر الأسود
- الجمعية البرلمانية لمجلس أوروبا
- الجمعية البرلمانية للبرلمان الأفريقي الفرانكوفوني
- اتحاد برلمانات الدول الأعضاء في منظمة التعاون الإسلامي
- الشبكة البرلمانية للبنك الدولي وصندوق النقد الدولي
- اللجنة التحضيرية لمعاهدة الحظر الشامل للتجارب النووية
- البنك الأوروبي لإعادة البناء والتنمية
- بنك الاستثمار الأوروبي
- يوروميد
- المحكمة الأوروبية لحقوق الإنسان
- المفوضية الاوروبية
- مجلس التعاون الخليجي
- صندوق النقد الدولي
- الوكالة الدولية للطاقة المتجددة
- مركز الشمال والجنوب لمجلس أوروبا
- منظمة التعاون الإسلامي
- منظمة التعاون الاقتصادي والتنمية
- اتحاد المغرب العربي
- الاتحاد من أجل المتوسط
- منظومة الأمم المتحدة
- برنامج الأمم المتحدة للبيئة
- مؤتمر الأمم المتحدة للتجارة والتنمية
- مكتب الأمم المتحدة المعني بالمخدرات والجريمة
- البنك الدولي
- منظمة الصحة العالمية
- منظمة التجارة العالمية
- مؤسسة آنا ليند
- الجامعة الأورومتوسطية

### المراقبون
- البرلمان العربي
- اللجنة التحضيرية لمنظمة معاهدة الحظر الشامل للتجارب النووية
- الجامعة الأورومتوسطية في سلوفينيا
- مؤسسة ميديتيرانيو
- جامعة الدول العربية
- المجلس الاستشاري لاتحاد المغرب العربي
- مؤسسة جمعية مواطني البحر الأبيض المتوسط
- منظمات الطاقة المتوسطية (MEDREG)
- الجمعية البرلمانية الأورومتوسطية
- الجمعية البرلمانية لمنظمة التعاون الاقتصادي للبحر الأسود
- منظمة التعاون الإسلامي
- يونسكو
- المنظمة العالمية للأرصاد الجوية

## التعاون مع المنظمات الأخرى
بالإضافة إلى ما سبق، يتعاون برلمان البحر الأبيض المتوسط أيضًا (بدرجات متفاوتة) مع المنظمات الدولية الأخرى، بما في ذلك:
- البرلمان العربي[5]
- مجلس أوروبا[6]
- البنك الأوروبي لإعادة البناء والتنمية[7]
- بنك الاستثمار الأوروبي[8]
- الجمعية البرلمانية الدولية الأرثوذكسية[9]
- الجمعية البرلمانية لرابطة الدول المستقلة[10]

## روابط خارجية
- الموقع الرسمي